# Marin Srakić
Marin Srakić (ur. 6 lipca 1937 w Ivanovci) – chorwacki duchowny katolicki, arcybiskup Ðakova-Osijeku w latach 1997-2013.

## Życiorys

### Prezbiterat
Święcenia kapłańskie otrzymał 6 marca 1960 i został inkardynowany do diecezji Ðakovo-Srijem. Po kilkuletnim stażu duszpasterskim objął funkcję prefekta seminarium. W latach 1967–1970 studiował na Akademii Alfonsjańskiej, zaś po powrocie do kraju został wykładowcą đakovskiej szkoły teologicznej. Od 1977 rektor seminarium w Đakovie.

### Episkopat
2 lutego 1990 został mianowany biskupem pomocniczym diecezji Ðakovo-Srijem, ze stolicą tytularną Cercina. Sakry biskupiej udzielił mu kard. Franjo Kuharić. 10 lutego 1996 został biskupem koadiutorem tej diecezji. Pełnię rządów w diecezji objął 6 lutego 1997, po przejściu na emeryturę poprzednika - biskupa Cirila Kosa. 18 czerwca 2008 został po podniesieniu diecezji do rangi metropolii i zmianie nazwy został pierwszym metropolitą Ðakova-Osijeku.
Od 18 października 2007 do lutego 2012 był przewodniczącym Konferencji Episkopatu Chorwacji.
18 kwietnia 2013 papież Franciszek przyjął jego rezygnację z urzędu złożoną ze względu na wiek.